# چوپانی ۲۳۰۶۰
سیارک ۲۳۰۶۰ (به انگلیسی: 23060 Shepherd، نامگذاری:1999XV46) بیست و سه هزار و شصتمین سیارک کشف شده‌است که در ۷ دسامبر ۱۹۹۹ کشف شد.
قدر مطلق سیارک برابر ۱۱.۲ است.